# Moçambola 2024
Die Moçambola 2024 war die 46. Austragung der höchsten Fußball-Spielklasse Mosambiks. Es nahmen zwölf Mannschaften teil, die je zwei Mal gegeneinander antreten. Ausgetragen wurde die Liga vom mosambikanischen Fußballverband. Die Saison startete mit dem ersten Spieltag am 20. April 2024. Titelverteidiger war Ferroviário Beira.

## Mannschaften
| Mannschaft                         | Standort  | Stadion                         |
| ---------------------------------- | --------- | ------------------------------- |
| Brera Tchumene FC (N)              | Matola    | Complexo Desportivo de Tchumene |
| CD Nacala (N)                      | Nacala    | Campo da Bella Vista            |
| Ferroviário Beira                  | Beira     | Estádio do Ferroviário          |
| Associação Black Bulls             | Maputo    | Estádio da Matola               |
| Ferroviário Nampula                | Nampula   | Estádio 25 de Junho             |
| Clube de Desportos da Costa do Sol | Maputo    | Estádio do Costa do Sol         |
| UD Songo                           | Songo     | Estadio da HCB                  |
| Baía de Pemba FC                   | Pemba     | Estádio Municipal de Pemba      |
| Ferroviário Lichinga               | Lichinga  | Estadio Municipal 1-ro de Maio  |
| Ferroviário Maputo                 | Maputo    | Estádio do Costa do Sol         |
| AD Vilanculo                       | Vilankulo | Estádio Municipal de Vilankulo  |
| Textáfrica do Chimoio (N)          | Chimoio   | Estádio da Soalpo               |

## Tabelle
Stand: 1. August 2024
| Pl. | Verein                    | Sp. | S  | U | N  | Tore    | Diff. | Punkte |
| --- | ------------------------- | --- | -- | - | -- | ------- | ----- | ------ |
| 1.  | Associação Black Bulls    | 22  | 15 | 6 | 1  | 047:210 | +26   | 51     |
| 2.  | UD Songo                  | 22  | 14 | 7 | 1  | 034:130 | +21   | 49     |
| 3.  | CD Costa do Sol           | 22  | 13 | 5 | 4  | 035:190 | +16   | 44     |
| 4.  | Ferroviário Maputo        | 22  | 8  | 5 | 9  | 017:170 | ±0    | 29     |
| 5.  | Ferroviário Nampula       | 22  | 7  | 6 | 9  | 023:240 | −1    | 27     |
| 6.  | Ferroviário Beira (M)     | 22  | 7  | 6 | 9  | 015:180 | −3    | 27     |
| 7.  | AD Vilanculo              | 22  | 6  | 7 | 9  | 021:290 | −8    | 25     |
| 8.  | CD Nacala (N)             | 22  | 6  | 6 | 10 | 026:350 | −9    | 24     |
| 9.  | Baía de Pemba FC          | 22  | 6  | 6 | 10 | 014:250 | −11   | 24     |
| 10. | Ferroviário Lichinga      | 22  | 5  | 9 | 8  | 024:270 | −3    | 24     |
| 11. | Brera Tchumene FC (N)     | 22  | 4  | 6 | 12 | 022:290 | −7    | 18     |
| 12. | Textáfrica do Chimoio (N) | 22  | 5  | 3 | 14 | 020:410 | −21   | 18     |

| Zum Saisonende 2024:                                                                          |
| Mosambikanischer Meister und Teilnahme an der CAF Champions League Abstieg in die zweite Liga |

| Zum Saisonende 2023: |                                                                                      |
| (M)                  | Amtierender Meister: Ferroviário Beira                                               |
| (N)                  | Aufsteiger aus der zweiten Liga: Brera Tchumene FC, CD Nacala, Textáfrica do Chimoio |